# Mare de Déu del Vilar
El Santuari de la Mare de Déu del Vilar és un santuari del municipi de Blanes (Selva) situat a la serra de Marina, que actua com a important centre d'atracció per a tota la comarca. Els goigs homònims són una cançó en honor de la Verge que es remunta al segle xvii. L'edifici és una obra inclosa en l'Inventari del Patrimoni Arquitectònic de Catalunya.

## Descripció

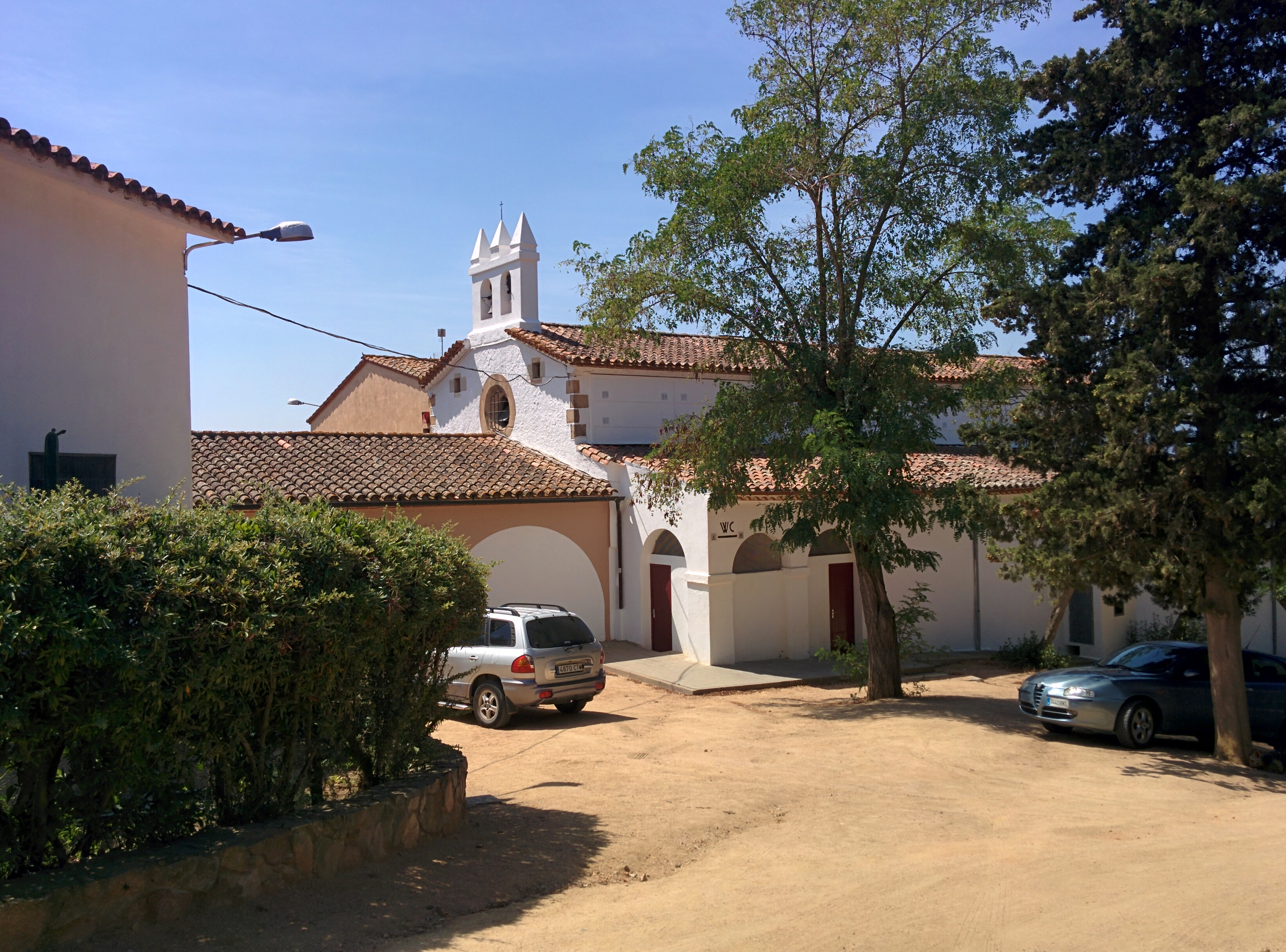

El santuari és un conjunt monumental format per l'ermita, la masia adossada i els patis exteriors. L'ermita és de nau coberta a dues aigües sobre volta de canó, amb capella lateral, absis, un gran presbiteri amb capçalera de dos plantes i campanar d'espadanya als peus de la nau. A l'entrada hi ha una àmplia porxada d'accés. L'absis és trapezoïdal i cobert amb volta d'aresta i sis nervis. La primera planta de la capçalera està formada pel recinte octogonal de la sagristia i la segona pel cambril on reposa esporàdicament la imatge de la Verge durant les dates assenyalades.
L'ornamentació del temple és profusa i variada, i en destaquen les ceràmiques del presbiteri i els ostentosos exvots. El santuari es caracteritza per la temàtica marinera, ja sigui en gravats i pintures d'escenes de naufragis i tempestes de l'interior com en la decoració esgrafiada de llagostes, estrelles de mar i peixos del porxo. Al tercer tram de volta del costat nord s'obre una capella amb l'altar de Sant Rafel. Per accedir al cor, hi ha unes escales sota el segon tram meridional.
La façana està centrada per una portada barroquitzant de motllos de rajol amb decoració ceràmica, finestres amb vitralls i reixats de ferro. Les finestres estan emmarcades amb motllures de rajol decorades amb peixos i cargols de mar. El campanar és de doble campana i coronat de tres merlets. Pel que fa al pòrtic d'entrada, els laterals tenen dues obertures de mig punt, tapades a la part septentrional, i la façana en té tres de més reduïdes. Els cairats deixen entreveure un enrajolat superior amb decoració de rombes i cercles.

## Història

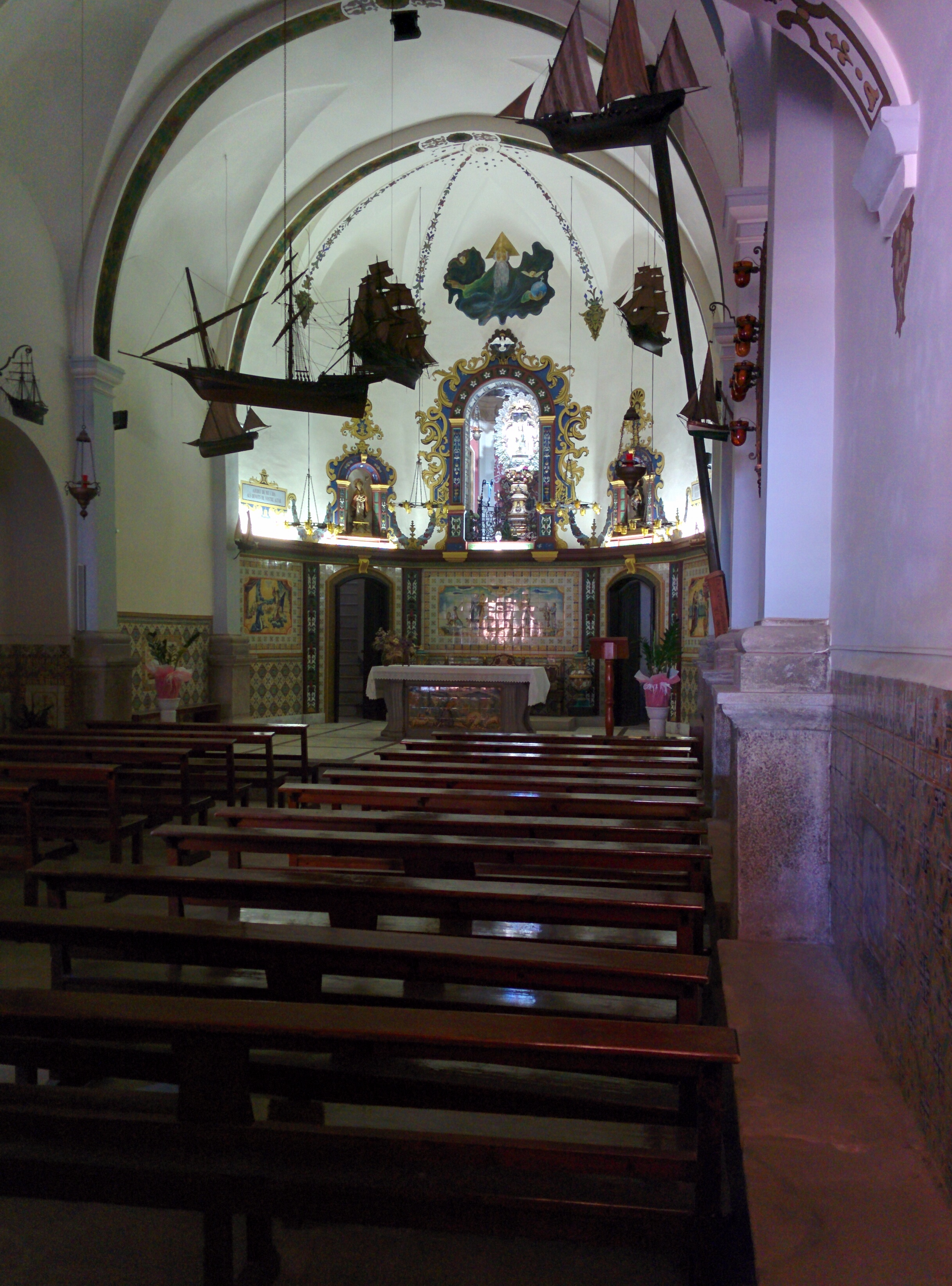

La primera notícia és de 1323, quan el Bisbe de Girona Pere de Rocabertí esmenta l'obligació del rector de Blanes a oficiar misses al Vilar durant les festivitats del lloc. Malgrat això, existeix la tradició, inclosa en l'obra de Gaspar Roig i Jalpí (1624-1691), el "Llibre dels feyts d'armes de Catalunya", segons la qual la imatge hauria estat trobada el 5 d'agost de 1012 per una pastoreta en una font propera al Vilar. Des de 1609-12, quan es fa una reforma total de l'edifici que es finalitza el 1665 amb la capella lateral, s'estableix la celebració d'un aplec cada dimarts de pasqua.
El segle xviii es farà el cambril de la Verge i un retaule barroc. Del segle xvii al XIX són vàries les vegades que la imatge de la Verge és portada a la Vila en processó i tornada al Vilar, en circumstàncies de pestes, pandèmies, terratrèmols, sequeres, conflictes bèl·lics... Cal esmentar en aquest sentit els "vots" o promeses de Santa Caterina (pesta de 1650) i de Sant Rafel (Guerra Gran, 1795), l'últim dels quals és l'origen de l'actual aplec del 24 d'octubre, dia en què la imatge es retornà a la capella. Després d'aquesta segona promesa l'exèrcit francès no pogué travessar la línia del riu Fluvià. En l'actualitat es manté la tradició de fer dos aplecs principals a l'ermita, el de pasqua i el darrer diumenge d'octubre.
El 1912 s'hi va celebrar un acte commemoratiu del novè centenari de la llegenda de la trobada de la Verge. Durant els fets revolucionaris de 1936-39, l'ermita fou incendiada i desaparegué l'altar barroc, els exvots i altre mobiliari, encara que la imatge fou conservada amb molt d'esforç, amagada al bosc. Aquesta imatge,d'uns 50 centímetres i de fusta policromada amb la Verge i el seu fill a la falda, s'ha datat de la segona meitat del segle xiii. Com el santuari, la imatge fou restaurada als anys quaranta. Entre 1940-50, es va dur a terme la restauració del temple la qual va ser càrrec de l'arquitecte Isidre Puig i Boada i dels escultors i ceramistes Josep Roig, Antoni Cumella i Jaume Busquets. El 1955 s'hi va celebrar la coronació canònica i romana de la imatge de la Verge, a càrrec de l'Arquebisbe de Tarragona i del Bisbe de Girona. Aquest fou un esdeveniment tant rellevant que se n'han commemorat els 25 (1980) i els 50 anys (2005). El 1978 es va beneir una nova creu de terme, destruïda poc abans, a les proximitats del Vilar.

## La Verge

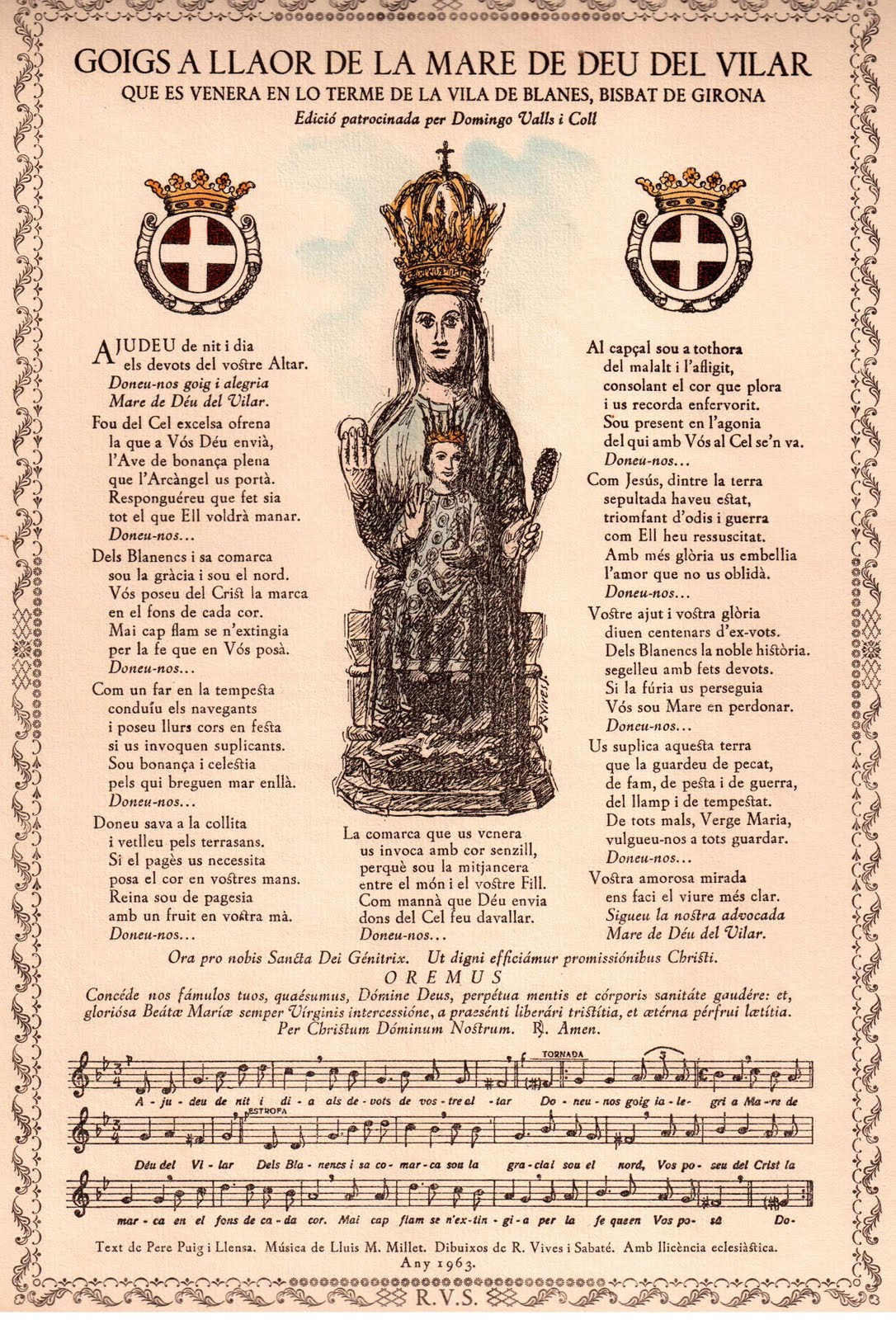
Goigs a la Mare de Déu del Vilar

La Verge és una talla romànica de fusta que sosté el nen Jesús de forma hieràtica. A la mà subjecta un fruit, de forma similar a la Verge de Montserrat. Se situa sobre un mig cercle que representa la Terra i està envoltada de símbols marins, en record del caràcter costaner de Blanes.
Els guarniments i triple corona actuals són de 1955, fets gràcies als donatius de molta gent del poble, que van reunir diners per als vestits i van regalar part de les joies familiars per als ornaments. La corona està feta d'or, platí i joies encastades i consta de tres àrees: la primera, daurada i d'imitació gòtica, representa la visió divina que té la Verge de Déu i la seva glòria; la segona conté una triple aurèola, en record de la Santíssima Trinitat i dels tres atributs de Maria, mare de Jesús (virginitat, martiri pel patiment del seu fill i de doctora pel seu coneixement íntim de la doctrina cristiana), feta de bronze i argent; la tercera és una anella d'àngels, de la qual baixen tires amb versets i psalms i corones d'estrelles de vidre. Hi ha diverses versions i edicions dels Goigs a la Mare de Déu del Vilar i nombrosos poemes dedicats per la devoció popular.
Al Santuari es conserven diversos exvots. Hi destaca un rem, en record i homenatge de la cèlebre narració El rem de trenta-quatre, publicada el 1904 i obra de l'escriptor Joaquim Ruyra i Oms.